# Jordi Alba
Jordi Alba Ramos [ˈʒɔɾði ˈaɫbə] (* 21. März 1989 in L’Hospitalet de Llobregat) ist ein spanischer Fußballspieler auf der Position des linken Verteidigers.

## Karriere

### Beginn
Seine aktive Karriere als Fußballspieler begann der in der Provinz Barcelona in Katalonien geborene Alba im Nachwuchsbereich des spanischen Topklubs FC Barcelona. Nach Jahren in der dortigen Jugend wechselte der Linksfuß im Jahre 2005 in die Jugendabteilung der in der Viertklassigkeit spielenden UE Cornellà. Im Nachwuchs des unterklassig spielenden Klubs hielt es den talentierten jungen Spieler jedoch nicht lange und schon nach einer Saison bei der UE Cornellà kam er für eine Ausbildungsentschädigung von 6000 Euro in die Nachwuchsabteilung des FC Valencia. Dort spielte er in der Saison 2007/08 in deren Nachwuchsmannschaft und parallel dazu auch in der B-Mannschaft des Vereins mit Spielbetrieb in der Tercera División, der vierthöchsten Fußballliga Spaniens. Mit der Mannschaft stieg er am Saisonende nach überstandenen Play-offs in die drittklassige Segunda División B auf.

### Profidebüt bei Gimnàstic de Tarragona
Nachdem er zur Spielzeit 2008/09 erstmals in die Profimannschaft in der Primera División aufgenommen worden war, wurde er fast zeitgleich in die zweite spanische Liga, die Segunda División, verliehen. Dort erhielt er von Gimnàstic de Tarragona Ende Juli 2008 einen Leihvertrag mit einer Laufzeit für die gesamte Saison 2008/09. Dabei gab er am 30. August 2008 sein Profidebüt, als er bei der 2:3-Auswärtsniederlage gegen den CD Teneriffa in der Nachspielzeit für Alejandro Castro Fernández auf den Rasen kam. Bereits bei seinem dritten Einsatz, einem 1:1-Heimremis gegen den FC Alicante, war er am 20. September 2008 bereits von Beginn an und über die volle Spieldauer im Einsatz. Seinen ersten Profitreffer erzielte er bei seinem zwölften Meisterschaftseinsatz, als er am 21. Dezember 2008 beim 2:1-Auswärtserfolg über den späteren Erstplatzierten Deportivo Xerez in der 58. Minute den spielentscheidenden Treffer zum 2:1-Endstand erzielte.
Nach dem frühen Aus in der Copa del Rey 2008/09 kam Alba über die gesamte Saison hinweg auf 35 Ligaeinsätze, in denen er in 22 Partien von Beginn an spielte und insgesamt auf drei Treffer für sein Team kam. Am Saisonende rangierte die Mannschaft auf dem passablen zehnten Tabellenplatz, wobei Alba mit insgesamt zehn gelben Karten einer der am meisten verwarnten Spieler in der Mannschaft war. Nach der erfolgreichen Lehrzeit beim spanischen Zweitligisten kehrte Alba am Saisonende wieder zu seinem Stammverein zurück und war danach auf dem besten Weg den Durchbruch im Profiteam zu schaffen.

### Durchbruch beim FC Valencia
Gleich nachdem er bei seinem Stammverein eintraf, gab er im Laufe der Saisonvorbereitung vor der Spielzeit 2009/10 sein Teamdebüt, als er am 22. Juli 2009 beim 4:1-Auswärtssieg über ADO Den Haag zum Einsatz kam. Bereits in der Vorbereitung agierte Alba oftmals sehr offensiv und torgefährlich und das auch gegen internationale Topklubs. Sein Pflichtspieldebüt für Valencia gab der junge Spanier schließlich am 13. September 2009, als er beim 4:2-Auswärtserfolg über Real Valladolid ab der 79. Spielminute den Nationalspieler David Silva ersetzte. Nur vier Tage darauf gab Alba sein Debüt in der UEFA Europa League 2009/10, als er in der Gruppenphase beim 1:1-Auswärtsremis gegen den OSC Lille von Beginn an zum Einsatz kam und im Laufe des Spiels für das aufstrebende Stürmertalent Juan Mata auf den Rasen kam. Als Gruppensieger schaffte es die Mannschaft ohne größere Probleme ins Sechzehntelfinale und startete von dort an den Durchmarsch bis ins Viertelfinale, wo die Mannschaft schließlich dem späteren UEFA-Pokal-Sieger Atlético Madrid aufgrund der Auswärtstorregel nach einem Gesamtscore von 2:2 unterlag. Alba kam dabei in neun Europa-League-Spielen zum Einsatz und war dabei auch bei beiden Viertelfinalpartien im Einsatz.
Im offiziellen Ligageschehen lief es für Alba, der vorwiegend auf dem linken Flügel eingesetzt wird, anfangs weniger gut. Nach zwei Einsätzen um den Jahreswechsel feierte der Mittelfeldakteur Mitte März 2010 den Durchbruch innerhalb der Liga. Dabei wurde er bei der 0:3-Niederlage gegen den FC Barcelona erstmals in der Liga über die volle Spieldauer eingesetzt. Am 11. April 2010 war er bei den zwei Toren seiner Mannschaft, die auswärts gegen den RCD Mallorca knapp mit 2:3 verlor, maßgeblich beteiligt: Das erste Tor erzielte er selbst, den zweiten Treffer, der zum 2:3-Endstand führte, bereitete er für Pablo Hernández Domínguez vor. Über die gesamte Saison hinweg brachte es Alba auf 15 Ligaeinsätze. Aufgrund eines verletzungsbedingten Ausfalls eines Großteils der Valencia-Abwehrspieler kam Alba in dieser Saison öfter auf der Position des linken Außenverteidigers zum Einsatz. In der Saison 2011/12 schaffte er als Linksverteidiger den endgültigen Durchbruch zum Stammspieler.

### Rückkehr zum FC Barcelona
Während der Sommerpause 2012 verpflichtete der FC Barcelona den Linksverteidiger. Alba unterschrieb bei den Katalanen einen Fünfjahresvertrag bis zum 30. Juni 2017. Seitdem wurde sein Vertrag mehrfach verlängert, zuletzt im Februar 2019 bis Sommer 2024.
Am 24. Mai 2023 wurde bekannt gegeben, dass Alba Barcelona frühzeitig mit Ende der Saison 2022/23 verlassen wird, nachdem er und der Verein eine Kürzung seiner Vertragslaufzeit vereinbart hatten. In mehr als 400 Einsätzen (wettbewerbsübergreifend) erzielte er 19 Tore und gab 91 Torvorlagen. Mit den Katalanen wurde er in der Zeit von 2012 bis 2023 sechsmal spanischer Meister und schaffte in der Saison 2014/15 das Triple.

### Karriereausklang in Miami
Im Juli 2023 wechselte Alba gemeinsam mit Sergio Busquets während der laufenden Saison 2023 in die Major League Soccer zu Inter Miami. Er unterschrieb beim Franchise, das u. a. David Beckham gehört, einen Vertrag bis zum 31. Dezember 2024 mit der Option auf ein weiteres Jahr. Dort trafen sie auf ihren langjährigen Mitspieler Lionel Messi, der einige Tage zuvor verpflichtet worden war, und den Cheftrainer Gerardo Martino, der von 2013 bis 2014 den FC Barcelona trainiert hatte. Im August 2023 gewann er mit der Mannschaft den Leagues Cup gegen den Nashville SC mit 10:9 im Elfmeterschießen.

### Nationalmannschaft
Für die spanischen Jugendnationalauswahlen kam Alba erstmals für die U-19-Nationalauswahl zum Einsatz, für die er insgesamt in sechs Länderspielen zum Einsatz kam und dabei einen Treffer erzielte. Sein Turnierdebüt gab er am 22. Mai 2008 in der Eliterunde der Qualifikation zur U-19-EM 2008, wo er im Spiel gegen die Alterskollegen aus der Ukraine auflief; dabei gewannen die Spanier klar mit 3:1. Im Laufe der späteren Europameisterschaft stand Alba als Stammspieler im Kader der U-19-Nationalmannschaft seines Heimatlandes und kam dabei in einem Spiel gegen die deutschen U-19-Junioren zum Einsatz, in dem er bei der 1:2-Niederlage der Spanier den einzigen Treffer seines Teams erzielte. Als Gruppendritter schieden die Spanier noch in der Vorrunde vom laufenden Bewerb aus. Am Ende des Turniers wurden die Deutschen zum ersten Mal in ihrer Geschichte U-19-Europameister.
Im gleichen Jahr gab der 1,65 m große Spanier auch sein Debüt in der U-20-Nationalmannschaft, wobei er anfangs nur in Freundschaftsspielen eingesetzt wurde, aber im Laufe des Jahres sogar vom spanischen U-20-Nationaltrainer Luis Milla in den spanischen Kader berufen wurde, der an der Junioren-Fußballweltmeisterschaft 2009 in Ägypten teilnahm. Dabei kam Alba in der Vorrunde in der Gruppe B zu zwei Einsätzen in den insgesamt drei Spielen Spaniens in der Vorrunde. Dabei war er beim 8:0-Kantersieg über den Überraschungsteilnehmer, die U-20-Nationalmannschaft von Tahiti, zu einem 73-minütigen Einsatz und war beim 2:0-Erfolg über Nigerias U-20 ein weiteres Mal über volle Spieldauer im Einsatz. In der Endrunde kam Alba bei der 1:3-Niederlage gegen die italienischen Alterskollegen zu einem weiteren eine Halbzeit dauernden Einsatz. Außerdem nahm er mit dem U-20-Nationalteam am Fußballturnier der Mittelmeerspiele 2009 teil. In den Jahren 2008 bis 2009 nahm Alba in neun Länderspielen für Spaniens U-20-Nationalmannschaft teil.
Außerdem debütierte Alba im Jahre 2009 in der spanischen U-21-Nationalmannschaft und kam mit der Mannschaft unter anderem in einem Spiel der Qualifikation zur U-21-EM 2011 gegen Niederlandes U-21 zum Einsatz.
Am 11. Oktober 2011 gab Jordi Alba in einem EM-Qualifikationsspiel gegen Schottland in Alicante sein Debüt in der spanischen A-Nationalmannschaft. Alba nahm als Stammspieler an der Fußball-Europameisterschaft 2012 teil und stand bei jedem Spiel in der Startelf. Nationaltrainer Vicente del Bosque ließ ihn in seiner Viererabwehrkette als linken Außenverteidiger neben Sergio Ramos (rechter Innenverteidiger) spielen. Am 1. Juli 2012 wurde Alba mit der spanischen Elf Europameister. Im Finale gegen die italienische Mannschaft erzielte er sein erstes Länderspieltor.
Bei der Fußball-Europameisterschaft 2016 in Frankreich wurde er in das Aufgebot Spaniens aufgenommen. Als Stammspieler stand er in jeder Partie in der Startaufstellung. Allerdings schied der Titelverteidiger bereits im Achtelfinale gegen Italien aus.
Bei der Europameisterschaft 2021 stand er im spanischen Aufgebot, das im Halbfinale gegen Italien ausschied.
Im September 2023 erklärte er seinen Rücktritt aus der spanischen Nationalmannschaft.

## Erfolge

### Nationalmannschaft
- Europameister: 2012
- UEFA-Nations-League-Sieger: 2023

### Verein
International
- Champions-League-Sieger: 2015
- Klub-Weltmeister: 2015
- UEFA-Super-Cup-Sieger: 2015
- Leagues-Cup-Sieger: 2023

Spanien
- Meister (6): 2013, 2015, 2016, 2018, 2019, 2023
- Pokalsieger (5): 2015, 2016, 2017, 2018, 2021
- Supercupsieger (4): 2013, 2016, 2018, 2023
- Aufstieg in die Segunda División B: 2008

USA
- MLS-Supporters-Shield-Sieger: 2024

### Auszeichnungen
- All-Star-Team der Europameisterschaft 2012
- MLS Best XI: 2024